# Robert M. Citino
Robert M. Citino (Cleveland, 19 de junio de 1958) es un historiador militar estadounidense e historiador principal Samuel Zemurray Stone en el Museo Nacional de la Segunda Guerra Mundial. Es una autoridad mundial en historia militar alemana moderna, con énfasis en la Segunda Guerra Mundial y la influencia alemana en la doctrina operativa moderna.
Citino recibió el reconocimiento por sus trabajos de la Asociación Histórica Americana, la Sociedad de Historia Militar y el Simposio de Asuntos Militares de Nueva York. El diario Historically Speaking lo describió como «uno de los historiadores militares más perceptivos que escribe hoy en día».

## Primeros años y educación
Citino nació y creció en Cleveland, Ohio. Su padre era un veterano del Ejército de los Estados Unidos de la Guerra del Pacífico que sirvió en la campaña de Guadalcanal como médico de combate y le dio a Citino una copia del Diario de Guadalcanal de Richard Tregaskis.
Después de graduarse magna cum laude con su Bachillerato de Artes en historia de la Universidad Estatal de Ohio en 1978, obtuvo su maestría en Artes y su doctorado en Filosofía de la Universidad de Indiana en 1980 y 1984. Citino habla alemán con fluidez, habiéndolo aprendido por primera vez como estudiante universitario, y es un lector prolífico de literatura militar alemana de principios del siglo XX.

## Carrera
Citino ha realizado publicaciones académicas en la Universidad del Norte de Texas, el College del Lago Erie, la Universidad de Míchigan Oriental, la Academia Militar de los Estados Unidos en West Point y la Escuela de Guerra del Ejército de los Estados Unidos.
Es miembro del Centro de Historia Militar Barsanti, miembro de la Sociedad de Historia Militar y consultor del personal de la Casa Blanca. También ha aparecido como consultor en el canal Historia.
Actualmente preside el Subcomité de Asesoramiento Histórico del Departamento del Ejército. 

### Historia de la Wehrmacht
A lo largo de su carrera, Citino ha abogado por cambiar la nomenclatura actual de las tácticas militares alemanas. Aunque usa la palabra Blitzkrieg en la portada de sus libros, siempre ha defendido la idea de que debería llamarse por su propio término militar alemán, Bewegungskrieg, o guerra de maniobras. Citino ha impartido cursos sobre la Alemania nazi y la historia militar estadounidense, incluidos los conflictos de Corea, Vietnam y la Guerra Fría.
El 15 de marzo de 2013, Citino recibió el Premio al Libro Distinguido 2013 de la Sociedad de Historia Militar por su trabajo The Wehrmacht Retreats: Fighting a Lost War, 1943. El libro explora las pérdidas alemanas en campañas clave en 1943, pérdidas que finalmente conducirían a una erosión de la ventaja estratégica del ejército alemán. Es su segundo Premio al Libro Distinguido; anteriormente recibió uno en 2004 por su libro Blitzkrieg to Desert Storm. Citino fue profesor visitante en la Escuela de Guerra del Ejército de los Estados Unidos en Carlisle, Pensilvania, durante el año escolar académico 2013-14.

## Premios
- Ganador del Premio Paul M. Birdsall 2004 al Mejor Libro en Estudios Estratégicos, Asociación Histórica Americana, para Blitzkrieg to Desert Storm: The Evolution of Operational Warfare [9]
- Ganador del Premio al Libro Distinguido 2005, Sociedad de Historia Militar, por Blitzkrieg to Desert Storm: The Evolution of Operational Warfare [10]
- Ganador del Premio Arthur Goodzeit 2012, Simposio de Asuntos Militares de Nueva York, por The Wehrmacht Retreats: Fighting a Lost War, 1943
- Ganador del Premio al Libro Distinguido 2013, Sociedad de Historia Militar, por The Wehrmacht Retreats: Fighting a Lost War, 1943 [7]

## Obras publicadas
- Citino (1991). Germany and the Union of South Africa in the Nazi Period. Greenwood Press.
- Citino (1994). Armored Forces: History and Sourcebook. Greenwood Press.
- Citino (1999). The Path to Blitzkrieg: Doctrine and Training in the German Army, 1920–1939. Lynne Rienner; Stackpole Books (rústica, 2008)
- Citino (2000). Was the Reputation of the Wehrmacht for Military Superiority Deserved? In History in Dispute 4, World War II, 1939–1945 Detroit: St. James Press.
- Citino (2001). The Weimar Roots of German Military Planning. In Military Planning and the Origins of the Second World War in Europe. edited by B.J.C. McKercher and Roch Legault. Westport, Conn.: Praeger.
- Citino (2002). Quest for Decisive Victory: From Stalemate to Blitzkrieg in Europe, 1899–1940. University Press of Kansas.
- Citino (2004). Blitzkrieg to Desert Storm: The Evolution of Operational Warfare. University Press of Kansas. ISBN 0-700-61300-5. Publicado en español como De la Blitzkrieg a Tormenta del Desierto: la evolución de la guerra a nivel operacional (Málaga: Platea, 2015).
- Citino (2005). The German Way of War: From the Thirty Years' War to the Third Reich. University Press of Kansas. ISBN 0-700-61410-9 OCLC 61362770. Publicado en español como El modo alemán de hacer la guerra: De la Guerra de los 30 años al Tercer Reich (Málaga: Ediciones Salamina, 2018).
- Citino (2007). The Death of the Wehrmacht: The German Campaigns of 1942. University Press of Kansas. ISBN 0-700-61531-8 OCLC 123485685. Publicado en español como La Muerte de la Wehrmacht: las campañas de 1942 (Barcelona: Crítica, 2009).
- Citino (2007). Military Histories Past and Present: A Reintroduction. American Historical Review, vol. 112, n.º 4
- Citino (2008). The Path To Blitzkrieg: Doctrine and Training in the German Army 1920–39. Stackpole Books.
- Citino (2012). The Wehrmacht Retreats: The Campaigns of 1943. University Press of Kansas. ISBN 0-700-61826-0 OCLC 755904583. Publicado en español como La Wehrmacht se retira: luchando una guerra perdida, 1943 (Mollet del Vallés: Platea, 2014).
- Citino (2017). The Wehrmacht's Last Stand: The German Campaigns of 1944–1945. University Press of Kansas. ISBN 0-700-62494-5

### Vídeos
- Apariciones en C-SPAN
- «Death of the Wehrmacht: The German Campaigns of 1942» en YouTube., a través del canal oficial del Centro de Educación y Patrimonio del Ejército de los Estados Unidos
- «Kursk, The Epic Armored Engagement» en YouTube., a través del canal oficial del Museo Nacional de la Segunda Guerra Mundial; sesión con Robert Citino y el historiador Jonathan Parshall durante la Conferencia sobre la Segunda Guerra Mundial 2013
- «Fighting a Lost War: The German Army in 1943» en YouTube., a través del canal oficial del Centro de Educación y Patrimonio del Ejército de los Estados Unidos
- «Why Did the German Army Fight to the End?» en YouTube., a través del canal oficial del Centro de Estudios Internacionales y Estratégicos

- Datos: Q7347107
- Multimedia: Robert M. Citino / Q7347107